# ارئوکسترو
شهر ارئوکسترو در استان مقدونیه مرکزی در کشور یونان واقع شده است که دارای جمعیت ۱۷٬۰۲۹  نفر می‌باشد.